# Giulio Gerardi
Giulio Gerardi (30 novembre 1912 – 10 juillet 2001) est un ancien fondeur italien.

## Championnats du monde
- Championnats du monde de ski nordique 1937 à Chamonix 
  -  Médaille de bronze en relais 4 × 10 km.